# Witkapmiertapuit
De witkapmiertapuit (Oenanthe albifrons synoniemen: Myrmecocichla albifrons en Pentholaea albifrons) is een zangvogel uit de familie Muscicapidae (Vliegenvangers). De vogel komt voor in Sub-Saharisch Afrika.

## Herkenning
De vogel is 15 tot 16 cm lang en weegt 18 tot 25 g. De vogel is bijna helemaal glanzend zwart, met ook zwarte snavel en poten. Alleen zit er een witte vlek op het voorhoofd en in vlucht is te zien dat de slagpennen zilvergrijs zijn. Het vrouwtje is iets doffer, het zwart neigt naar bruin.

## Verspreiding en leefgebied
Er zijn vijf ondersoorten:
- O. a. frontalis (Senegal tot in Kameroen en Tsjaad)
- O. a. limbata (Kameroen tot de Centraal Afrikaanse Republiek
- O. a. albifrons (Eritrea en Noord-Ethiopië)
- O. a. pachyrhyncha (Zuidwest Ethiopië)
- O. a. clericalis (Zuid-Soedan, Oeganda en Congo-Kinshasa)

Het leefgebied is bossavanne afgewisseld met erosiegeulen en kale rotsige grond, meestal in laagland, maar in Oost-Afrika ook in bergland tot 2500 m boven de zeespiegel.

## Status
De grootte van de wereldpopulatie is niet gekwantificeerd. De vogel is plaatselijk algemeen in geschikt leefgebied. Men veronderstelt dat de soort in aantal stabiel is. Om deze redenen staat de witkapmiertapuit als niet bedreigd op de Rode Lijst van de IUCN.